# Inga-Lill Sjöblom
Inga-Lill Kristina Sjöblom, född 14 september 1959 i Vaksala församling i Uppsala län, är en svensk politiker (socialdemokrat). Hon är ordinarie riksdagsledamot sedan 2022 (dessförinnan tjänstgörande ersättare 2019–2020 och statsrådsersättare 2020), invald för Uppsala läns valkrets.
Sjöblom var tjänstgörande ersättare i riksdagen för Sanne Lennström 21 oktober 2019 – 17 maj 2020 och statsrådsersättare för Ardalan Shekarabi 24 augusti – 15 december 2020. I riksdagen är hon suppleant i socialförsäkringsutskottet och trafikutskottet.